# 勇侠青春謳
「勇侠青春謳」（ゆうきょうせいしゅんか）は、ALI PROJECTの17枚目のシングル。2006年10月25日にビクターエンタテインメントから発売された。

## 解説
表題曲は、アニメ『コードギアス 反逆のルルーシュ』のエンディングテーマに起用された。
プロモーション・ビデオではタイトル中の「勇侠」から、極道をモチーフとしたものになり、宝野は着物を着用し模造の刀を小道具として使用している。なおこのプロモーションビデオはGyaOで配信されたのみで、長らくメディア化はされていなかったが、後に『桂冠詩人 SINGLE COLLECTION PLUS』初回限定盤付属のDVDに収録された。

## 収録曲
- 全曲、作詞：宝野アリカ、作曲・編曲：片倉三起也

1. 勇侠青春謳 [4:22]
  - MBS・TBS系アニメ『コードギアス 反逆のルルーシュ』前期エンディングテーマ[1]。宝野のインタビューによると、もともとこの曲は「亡國覚醒カタルシス」のカップリング曲として制作したが、「カップリング曲にしては出来が良かったのでシングルの方に回そうと決めた」と語っている。
  - サビとAメロにピエトロ・マスカーニ作曲のオペラ『カヴァレリア・ルスティカーナ』から「ママも知るとおり Voi lo sapete, o mamma」の旋律が引用されている。
2. 鎮魂頌 [6:03]
  - アルバム『Dilettante』からのリカットだが、新録となっている。
  - Aメロにアレッサンドロ・スカルラッティ作曲のアリア『私は悩みに満ちて Son tutta duolo』が、サビにエンリケ・グラナドス作曲の『詩的なワルツ集』から第3番の旋律が引用されている。
3. 勇侠青春謳（instrumental）
4. 鎮魂頌（instrumental）

## 収録アルバム
- 『桂冠詩人 SINGLE COLLECTION PLUS』（#1）
- 『CODE GEASS COMPLETE BEST』（#1）
- 『快恠奇奇 ALI PROJECT Ventennale Music, Art Exhibition』 (#1)
- 『愛と誠〜YAMATO & LOVE×××』(#2)

## カバー
あんさんぶるスターズ!! - 2022年10月24日に「COVER SONG SERIES vol.4」として、Valkyrie & 紅月がカバーしたものが配信シングルとしてリリースされた。

### ユニットメンバー
1. ↑  斎宮宗（高橋広樹）、影片みか（大須賀純）
2. ↑  蓮巳敬人（梅原裕一郎）、鬼龍紅郎（神尾晋一郎）、神崎颯馬（神永圭佑）